# Íntimo (Max Berrú)
Íntimo è il primo album in studio del musicista cileno Max Berrú, pubblicato nel 2004.

## Descrizione
L'albumn è stato pubblicato nel 2004 dall'etichetta discografica Alerce in formato CD con numero di catalogo CDA 0480. L'album contiene 13 tracce più una traccia bonus, per un totale di 14 tracce.

## Tracce
1. Quiero hablar contigo – 4:15
2. Vasija de barro – 4:18
3. Clavel del aire – 4:27
4. Mi cafetal – 2:26
5. Manifiesto – 4:18
6. Serenata huasteca – 2:49
7. Las cuatro copas – 3:25
8. Tu olvido – 2:52
9. Cuando voy al trabajo – 4:44
10. Sombras – 3:45
11. Pa qué me sirve la vida – 3:45
12. Zamba de mi pago – 3:18
13. Yo tuve una longuita/Pobre corazón – 2:57
14. Ella (traccia bonus) – 3:08

Durata totale: 50:27

## Crediti
- Max Berrú - note di copertina
- Viviana Larrea - produttore esecutivo
- Osvaldo Guayasamín - copertina
- Mónica Larrea - copertina